# Haimbachia arizonensis
Haimbachia arizonensis é uma espécie de mariposa pertencente à família Crambidae. Foi descrita pela primeira vez por Capps em 1965. Pode-se encontrar na América do Norte, onde há registos da sua ocorrência no Arizona.
O comprimento das suas asas anteriores é de 7-7.5 mm. Os insetos adultos têm sido observados em agosto.